# Франшвил (Марна)
Франшвил (фр. Francheville) је насеље и општина у североисточној Француској у региону Шампањ-Арден, у департману Марна која припада префектури Шалонс ан Шампањ.
По подацима из 2011. године у општини је живело 222 становника, а густина насељености је износила 23,54 становника/km². Општина се простире на површини од 9,43 km². Налази се на средњој надморској висини од 99 метара.

## Демографија
| 1962. | 1968. | 1975. | 1982. | 1990. | 1999. | 2011. |
| ----- | ----- | ----- | ----- | ----- | ----- | ----- |
| 145   | 157   | 130   | 152   | 156   | 169   | 222   |

График промене броја становника у току последњих година